# Donauwörth
Donauwörth (alemany:ˌdoːnaʊˈvøːɐ̯t; Alemany suabi: Donawerd) és una ciutat i la capital del districte de Donau-Ries a Suàbia, Baviera, Alemanya. Es diu que va ser fundada per dos pescadors a la confluència dels rius Danubi (Donau) i Wörnitz. La ciutat forma part de la ruta panoràmica anomenada "Romantische Straße" (Camí romàntic).
La ciutat està situada entre Munic i Nuremberg, 46 km al nord d'Augsburg.

## Història
Donauwörth va créixer al llarg dels segles XI i XII sota la protecció del castell de Mangoldstein, es va convertir al segle XIII en seu del duc Lluís II de Baviera, que, tanmateix, aviat es va retirar a Munic per escapar de la seva dona, la duquessa. Maria de Brabant, a qui hi havia decapitat per una sospita infundada d'infidelitat. La ciutat va rebre la llibertat del Sacre Imperi Romanogermànic el 1308, i va mantenir la seva posició malgrat les invasions de Baviera fins al 1607, quan la interferència dels habitants protestants amb l'abat de Heilig-Kreuz va provocar una llei imperial que autoritzava el duc. de Baviera per castigar-los pel delicte.
És històricament important per a Alemanya com a lloc d'un dels incidents que van provocar la Guerra dels Trenta Anys (1618–1648). El 1606, la majoria luterana va prohibir als residents de l'Església catòlica de la ciutat la celebració d'una processó anual de Markus, provocant un motí. Durant la guerra, va ser assaltat per Gustau II Adolf (1632) i capturat per Ferran III (1634).
Donauwörth va ser més tard l'escenari de la Batalla de Schellenberg (o Batalla de Donauwörth) el 2 de juliol de 1704, durant la Guerra de Successió (1702–1713). La batalla va rebre el nom del poble i els terrenys alts darrere de la ciutat. John Churchill, primer duc de Marlborough, marxava de Flandes a Baviera i va arribar al Danubi. Els francesos van decidir fer una travessia del Danubi a Donauwörth, on van ser sorpresos per les tropes de Marlborough i després de durs combats es van retirar. Això va permetre a Marlborough capturar Donauwörth i creuar el Danubi sense cap problema. Una altra batalla de Donauwörth el 7 d'octubre de 1805 va obrir la campanya d'Ulm de Napoleó.

## Ciutadans destacats

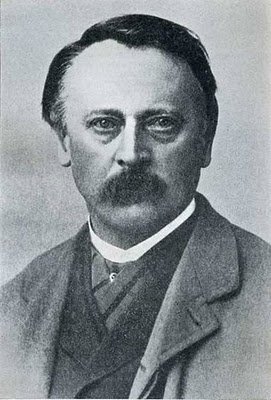
Franz Hartmann

- 1291–1351 Margareta Ebner, mística alemanya
- 1499–1543 Sebastian Franck, va ser un lliurepensador, humanista i reformador radical alemany del segle XVI.
- 1838–1912 Franz Hartmann, teòsof, ocultista, geomancer, astròleg i autor.
- 1848–1934 Michael Deffner, filòleg i arqueòleg
- 1861–1933 Ferdinand Bonn, actor d'escenari i cinema
- 1901–1983 Werner Egk, compositor
- 1942 Werner Schnitzer, actor
- 1948 Manfred G. Schmidt, professor de ciència política
- 1980 Carolin Hingst, saltador amb perxa
- 1980 Sercan Güvenışık, futbolista

## Ciutats agermanades

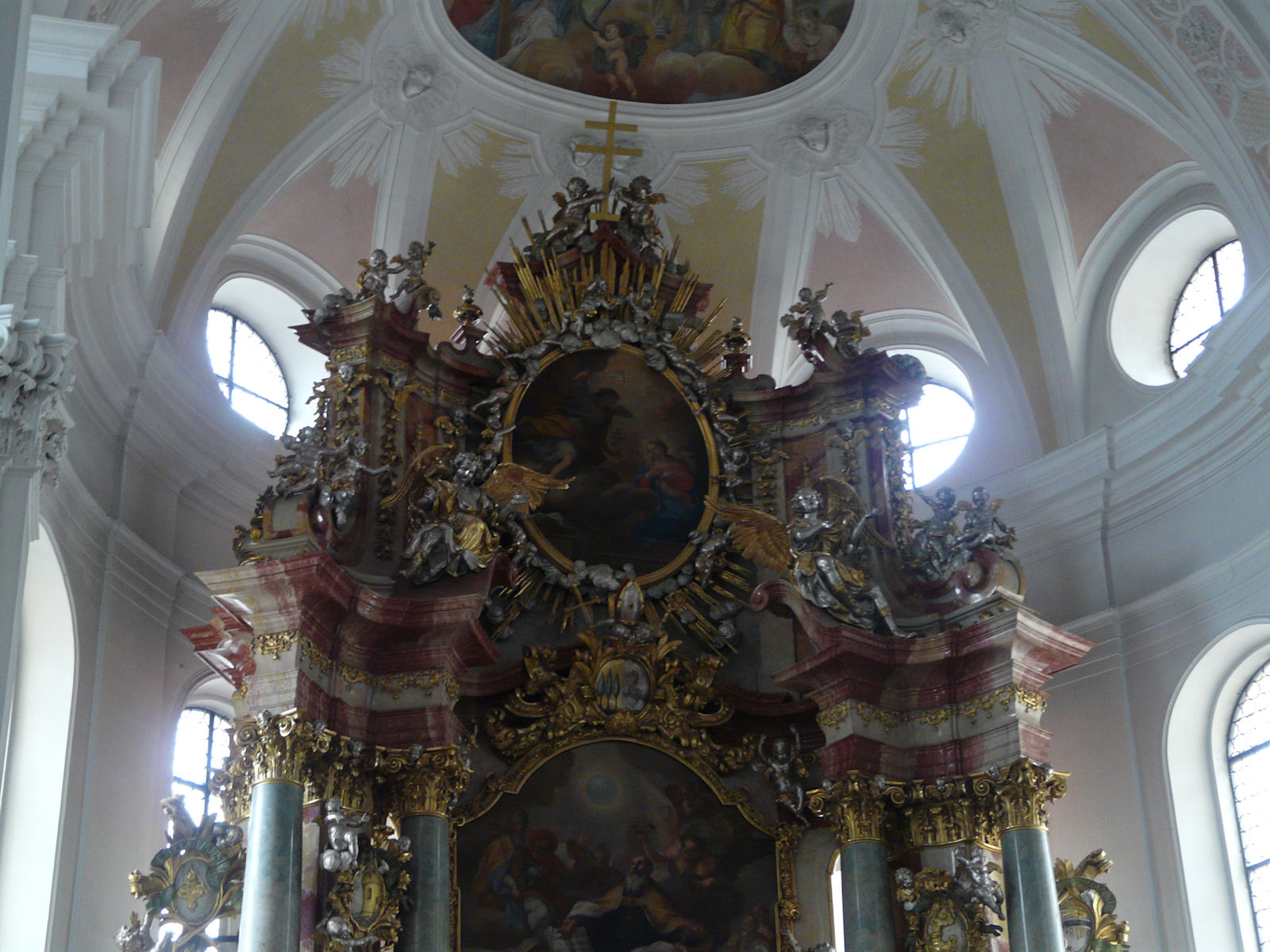
Església Kloster Heilig Kreuz, Decoracions sobre l'altar major.

Donauwörth està agermanada amb:
- Perchtoldsdorf, Austria